# Журавли (Красноярский край)
Журавли — упразднённая деревня в Ачинском районе Красноярского края России. На момент упразднения входила в состав Причулымского сельсовета. Исключена из учётных данных в 1990 году.

## География
Располагалась на левом берегу реки Околь (приток Чулым), на расстоянии приблизительно 9 км по прямой к северо-западу от деревни Нагорново.

## История
Основана в 1903 году. По данным на 1926 год деревня Журавлевка состояла из 29 хозяйств. В административном отношении входила в состав Околинского сельсовета Ачинского района Ачинского округа Сибирского края.

## Население
По данным переписи 1926 года в деревне проживало 165 человек (78 мужчин и 87 женщин), основное население — русские.